# Jungle City
Jungle City is het vierendertigste stripalbum uit de stripreeks Jeremiah. Het album is geschreven en getekend door Hermann Huppen. Van dit album verschenen tot nu toe een druk, bij uitgeverij Dupuis in de collectie Spotlight, in 2015.

## Inhoud
In dit verhaal worden Kurdy en Jeremiah weer ongewild een avontuur ingetrokken. Jungle City is een stad waar de inwoners in twee groepen zijn verdeeld, de Wolves en de Foxes. Nesstler is een rijke onroerend goed makelaar, hij wil vanuit zijn gouden toren de bevolking onder zijn knoet brengen. Ook is hij eigenaar van alle schone waterbronnen in de omgeving. Het overige water is zodanig vervuild dat enkel mensen met zelfmoordneigingen van deze vuiligheid zouden willen drinken. Een gigantisch project wil hij realiseren, hij wil de stad platgooien en vol bouwen met hoge gebouwen. De inwoners van de stad leven in tweestrijd. De Wolves willen wel verhuizen maar de Foxes, geven hun huizen niet zomaar op. In deze atmosfeer komen Kurdy en Jeremiah in Jungle City terecht op zoek naar een slaapplaats. 